# Marsupella nigra
Marsupella nigra là một loài Rêu trong họ Gymnomitriaceae. Loài này được Grolle & Váňa mô tả khoa học đầu tiên năm 1976.